# Tà Pơơ
Tà Pơơ is een xã in het district Nam Giang (Quảng Nam), een van de districten in de Vietnamese provincie Quảng Nam.
Tà Pơơ is een nieuwe xã in Nam Giang, nadat het op 11 januari 2011 werd afgesplitst van Tà Bhing. Chơ Chun heeft ruim 1000 inwoners.